# Jenílson Ângelo de Souza
Jenílson Ângelo de Souza noto come Júnior (Santo Antônio de Jesus, 20 giugno 1973) è un ex calciatore brasiliano, di ruolo difensore. Campione del mondo nel 2002 con la nazionale brasiliana.

## Carriera

### Club
In carriera ha giocato con il Vitória e il Palmeiras prima di arrivare in Italia per giocare con Parma (acquistato nel gennaio 2000 per 5 milioni di euro) e Siena dal 2000 al 2004.
Il 10 maggio 2002 ha realizzato il gol vittoria contro la Juventus che ha regalato al suo Parma la Coppa Italia.
Successivamente è tornato in Brasile, dove ha giocato con: San Paolo, Atlético Mineiro e Goiás.

### Nazionale
Conta 19 presenze e una rete con la nazionale brasiliana. Ha vinto il campionato del mondo 2002, nel corso del quale ha segnato un gol nel successo per 5-2 contro la Costa Rica.

## Statistiche

### Presenze e reti nei club
Statistiche aggiornate al 16 ottobre 2010.
| Stagione                | Squadra                 | Campionato              | Campionato | Campionato | Coppe nazionali | Coppe nazionali | Coppe nazionali | Coppe continentali | Coppe continentali | Coppe continentali | Altre coppe | Altre coppe | Altre coppe | Totale | Totale |
| Stagione                | Squadra                 | Comp                    | Pres       | Reti       | Comp            | Pres            | Reti            | Comp               | Pres               | Reti               | Comp        | Pres        | Reti        | Pres   | Reti   |
| ----------------------- | ----------------------- | ----------------------- | ---------- | ---------- | --------------- | --------------- | --------------- | ------------------ | ------------------ | ------------------ | ----------- | ----------- | ----------- | ------ | ------ |
| 1993                    | Vitória                 | A                       | 0          | 0          | CB              | 0               | 0               | -                  | -                  | -                  | -           | -           | -           | 0      | 0      |
| 1994                    | Vitória                 | A                       | 1          | 0          | CB              | 0               | 0               | -                  | -                  | -                  | -           | -           | -           | 1      | 0      |
| 1995                    | Vitória                 | A                       | 16         | 0          | CB              | 0               | 0               | -                  | -                  | -                  | -           | -           | -           | 16     | 0      |
| Totale Vitória          | Totale Vitória          | Totale Vitória          | 17         | 0          |                 | 0               | 0               |                    | -                  | -                  |             | -           | -           | 17     | 0      |
| 1996                    | Palmeiras               | A                       | 24         | 0          | CB              | 0               | 0               | -                  | -                  | -                  | -           | -           | -           | 24     | 0      |
| 1997                    | Palmeiras               | A                       | 30         | 1          | CB              | 0               | 0               | -                  | -                  | -                  | -           | -           | -           | 30     | 1      |
| 1998                    | Palmeiras               | A                       | 24         | 1          | CB              | 0               | 0               | -                  | -                  | -                  | -           | -           | -           | 24     | 1      |
| 1999                    | Palmeiras               | A                       | 20         | 1          | CB              | 0               | 0               | CL                 | 12                 | 0                  | -           | -           | -           | 32     | 1      |
| 2000                    | Palmeiras               | A                       | 0          | 0          | CB              | 0               | 0               | CL                 | 14                 | 3                  | CInt        | 1           | 0           | 15     | 3      |
| Totale Palmeiras        | Totale Palmeiras        | Totale Palmeiras        | 98         | 3          |                 | 0               | 0               |                    | 26                 | 3                  |             | 1           | 0           | 125    | 6      |
| gen.-giu. 2000          | Parma                   | A                       | 0          | 0          | CI              | 0               | 0               | UCL                | 0                  | 0                  | -           | -           | -           | 0      | 0      |
| 2000-2001               | Parma                   | A                       | 19         | 3          | CI              | 5               | 0               | CU                 | 7                  | 0                  | -           | -           | -           | 31     | 3      |
| 2001-2002               | Parma                   | A                       | 28         | 0          | CI              | 4               | 1               | UCL+CU             | 2+5                | 0                  | -           | -           | -           | 39     | 1      |
| 2002-2003               | Parma                   | A                       | 27         | 0          | CI              | 1               | 0               | CU                 | 2                  | 0                  | SI          | 0           | 0           | 30     | 0      |
| 2003-gen. 2004          | Parma                   | A                       | 14         | 0          | CI              | 1               | 0               | CU                 | 1                  | 0                  | -           | -           | -           | 16     | 0      |
| Totale Parma            | Totale Parma            | Totale Parma            | 88         | 3          |                 | 11              | 1               |                    | 17                 | 0                  |             | 0           | 0           | 116    | 4      |
| gen.-giu. 2004          | Siena                   | A                       | 12         | 0          | CI              | 0               | 0               | -                  | -                  | -                  | -           | -           | -           | 12     | 0      |
| lug.-dic. 2004          | San Paolo               | A                       | 13         | 1          | CB              | 0               | 0               | CS                 | 3                  | 0                  | -           | -           | -           | 16     | 1      |
| 2005                    | San Paolo               | A                       | 28         | 1          | CB              | 0               | 0               | CL+CS              | 14+2               | 0                  | Cmc         | 2           | 0           | 46     | 1      |
| 2006                    | San Paolo               | A                       | 25         | 2          | CB              | 0               | 0               | CL                 | 13                 | 0                  | RS          | 1           | 1           | 39     | 3      |
| 2007                    | San Paolo               | A                       | 16         | 0          | CB              | 0               | 0               | CL+CS              | 4+3                | 1+0                | -           | -           | -           | 23     | 1      |
| 2008                    | San Paolo               | A                       | 7          | 0          | CB              | 0               | 0               | CL+CS              | 3+1                | 0                  | -           | -           | -           | 11     | 0      |
| Totale San Paolo        | Totale San Paolo        | Totale San Paolo        | 89         | 4          |                 | 12              | 0               |                    | 43                 | 1                  |             | 3           | 1           | 147    | 6      |
| 2009                    | Atlético Mineiro        | A+M                     | 19+15      | 3+1        | CB              | 1               | 0               | CS                 | 2                  | 1                  | -           | -           | -           | 37     | 5      |
| gen.-ago. 2010          | Atlético Mineiro        | A+M                     | 6+14       | 0+1        | CB              | 7               | 1               | CS                 | 0                  | 0                  | -           | -           | -           | 27     | 2      |
| Totale Atlético Mineiro | Totale Atlético Mineiro | Totale Atlético Mineiro | 25+29      | 3+2        |                 | 8               | 1               |                    | 2                  | 1                  |             | -           | -           | 64     | 7      |
| ago.-dic. 2010          | Goiás                   | A                       | 16         | 1          | CB              | 0               | 0               | CS                 | 2                  | 0                  | -           | -           | -           | 18     | 1      |
| Totale carriera         | Totale carriera         | Totale carriera         | 345+29     | 14+2       |                 | 31              | 2               |                    | 90                 | 5                  |             | 4           | 1           | 499    | 24     |

### Cronologia presenze e reti in nazionale
| Cronologia completa delle presenze e delle reti in nazionale ― Brasile | Cronologia completa delle presenze e delle reti in nazionale ― Brasile | Cronologia completa delle presenze e delle reti in nazionale ― Brasile | Cronologia completa delle presenze e delle reti in nazionale ― Brasile | Cronologia completa delle presenze e delle reti in nazionale ― Brasile | Cronologia completa delle presenze e delle reti in nazionale ― Brasile | Cronologia completa delle presenze e delle reti in nazionale ― Brasile | Cronologia completa delle presenze e delle reti in nazionale ― Brasile |
| Data                                                                   | Città                                                                  | In casa                                                                | Risultato                                                              | Ospiti                                                                 | Competizione                                                           | Reti                                                                   | Note                                                                   |
| ---------------------------------------------------------------------- | ---------------------------------------------------------------------- | ---------------------------------------------------------------------- | ---------------------------------------------------------------------- | ---------------------------------------------------------------------- | ---------------------------------------------------------------------- | ---------------------------------------------------------------------- | ---------------------------------------------------------------------- |
| 18-12-1996                                                             | Manaus                                                                 | Brasile                                                                | 1 – 0                                                                  | Bosnia ed Erzegovina                                                   | Amichevole                                                             | -                                                                      | 73’                                                                    |
| 3-2-1998                                                               | Miami                                                                  | Giamaica                                                               | 0 – 0                                                                  | Brasile                                                                | Gold Cup 1998 - 1º turno                                               | -                                                                      |                                                                        |
| 5-2-1998                                                               | Miami                                                                  | Guatemala                                                              | 1 – 1                                                                  | Brasile                                                                | Gold Cup 1998 - 1º turno                                               | -                                                                      |                                                                        |
| 8-2-1998                                                               | Los Angeles                                                            | Brasile                                                                | 4 – 0                                                                  | El Salvador                                                            | Gold Cup 1998 - 1º turno                                               | -                                                                      |                                                                        |
| 10-2-1998                                                              | Los Angeles                                                            | Stati Uniti                                                            | 1 – 0                                                                  | Brasile                                                                | Gold Cup 1998 - Semifinale                                             | -                                                                      |                                                                        |
| 14-2-1998                                                              | Los Angeles                                                            | Brasile                                                                | 1 – 0                                                                  | Giamaica                                                               | Gold Cup 1998 - Finale 3º posto                                        | -                                                                      |                                                                        |
| 3-9-2000                                                               | Rio de Janeiro                                                         | Brasile                                                                | 5 – 0                                                                  | Bolivia                                                                | Qual. Mondiali 2002                                                    | -                                                                      | 63’                                                                    |
| 15-11-2000                                                             | San Paolo                                                              | Brasile                                                                | 1 – 0                                                                  | Colombia                                                               | Qual. Mondiali 2002                                                    | -                                                                      | 89’                                                                    |
| 15-7-2001                                                              | Cali                                                                   | Brasile                                                                | 2 – 0                                                                  | Perù                                                                   | Coppa America 2001 - 1º turno                                          | -                                                                      |                                                                        |
| 18-7-2001                                                              | Cali                                                                   | Brasile                                                                | 3 – 1                                                                  | Paraguay                                                               | Coppa America 2001 - 1º turno                                          | -                                                                      |                                                                        |
| 23-7-2001                                                              | Manizales                                                              | Honduras                                                               | 2 – 0                                                                  | Brasile                                                                | Coppa America 2001 - Quarti di finale                                  | -                                                                      | 60’                                                                    |
| 27-3-2002                                                              | Fortaleza                                                              | Brasile                                                                | 1 – 0                                                                  | Jugoslavia                                                             | Amichevole                                                             | -                                                                      | 75’                                                                    |
| 25-5-2002                                                              | Kuala Lumpur                                                           | Malaysia                                                               | 0 – 4                                                                  | Brasile                                                                | Amichevole                                                             | -                                                                      | 68’                                                                    |
| 13-6-2002                                                              | Suwon                                                                  | Costa Rica                                                             | 2 – 5                                                                  | Brasile                                                                | Mondiali 2002 - 1º turno                                               | 1                                                                      |                                                                        |
| 21-8-2002                                                              | Fortaleza                                                              | Brasile                                                                | 0 – 1                                                                  | Paraguay                                                               | Amichevole                                                             | -                                                                      | 46’                                                                    |
| 29-3-2003                                                              | Porto                                                                  | Portogallo                                                             | 2 – 1                                                                  | Brasile                                                                | Amichevole                                                             | -                                                                      | 85’                                                                    |
| 30-4-2003                                                              | Guadalajara                                                            | Messico                                                                | 0 – 0                                                                  | Brasile                                                                | Amichevole                                                             | -                                                                      | 64’                                                                    |
| 16-11-2003                                                             | Lima                                                                   | Perù                                                                   | 1 – 1                                                                  | Brasile                                                                | Qual. Mondiali 2006                                                    | -                                                                      |                                                                        |
| 19-11-2003                                                             | Curitiba                                                               | Brasile                                                                | 3 – 3                                                                  | Uruguay                                                                | Qual. Mondiali 2006                                                    | -                                                                      |                                                                        |
| Totale                                                                 |                                                                        | Presenze                                                               | 19                                                                     |                                                                        | Reti                                                                   | 1                                                                      |                                                                        |

## Palmarès

### Club

#### Competizioni statali
- Campionato paulista: 2

Palmeiras: 1996
San Paolo: 2005
- Torneo Rio-San Paolo: 1

Palmeiras: 2000

#### Competizioni nazionali
- Campionato brasiliano: 3

San Paolo: 2006, 2007, 2008
- Coppa del Brasile: 1

Palmeiras: 1998
- Coppa Italia: 1

Parma: 2001-2002

#### Competizioni internazionali
- Coppa Mercosur: 1

Palmeiras: 1998
- Coppa Libertadores: 2

Palmeiras: 1999
San Paolo: 2005
- Coppa del mondo per club: 1

San Paolo: 2005

### Nazionale
- Campionato mondiale: 1

Corea del Sud-Giappone 2002